# Miran Čeh
Miran Čeh, slovenski inženir kemije, * 5. september 1958, Ljubljana.

## Življenje in delo
Na ljubljanski Fakulteti za naravoslovje in tehnologijo je 1982 diplomirala na oddelku za kemijo in kemijsko tehnologijo in prav tam 1991 doktorirala. Leta 1982 se je zaposlil na Institutu "Jožef Stefan" v Ljubljani, od 1999 kot višji znanstveni sodelavec, leta 2001 pa je postal vodja centra za elektonsko mikroskopijo. V raziskovalnem delu se je posvetil osnovnim raziskavam strukture in kemije anorganskih keramičnih materialov. Sam ali v soavtorstvu je objavil več člankov v domači in tuji strokovni literaturi. Leta 1992 je postal predsednik slovenskega društva za elektronsko mikroskopijo.